# Concours d'élégance du château de Windsor
Ne doit pas être confondu avec London concours.
Pour les articles homonymes, voir Concours d'élégance et château de Windsor.
Le Concours d'Elégance du château de Windsor (Windsor Concours of Elegance, en anglais) est un prestigieux concours d'élégance annuel de voitures de collection de prestige, fondé en 2012 au château de Windsor, à 50 km à l'ouest de Londres au Royaume-Uni.

## Historique
Ce concours d'élégance de prestige (le plus important du Royaume-Uni) est inauguré au château de Windsor en 2012, pour le jubilé de diamant d'Élisabeth II, marquant ses 60 ans de règne, pour exposer environ 1000 voitures de collection, dont une sélection du jury de 60 voitures anciennes parmi les plus prestigieuses du monde,,, pour concourir au prix du « Best of Show ».
Cet événement annuel est initialement organisé pendant 3 jours, début septembre, durant une garden-party du Grand Parc du château de Windsor, à Windsor, à 50 km à l'ouest de Londres,. Il a lieu les années suivantes dans divers parcs de résidences de la famille royale britannique : 
- 2012 : Château de Windsor
- 2013 : Palais Saint James de Londres
- 2014 : Château de Hampton Court du Grand Londres[8],[9]
- 2015 : Palais de Holyrood à Édimbourg en Écosse
- 2016 : Château de Windsor[10] (pour le 90e anniversaire de la reine Élisabeth II[11]).
- Depuis 2017 : Château de Hampton Court